# Kioxia
Kioxia Holdings Corporation eller Kioxia er en japansk producent af digital hukommelse som DRAM, SSD og  flashhukommelse. Virksomheden blev etableret i 2018 ved et spin-off af Toshiba Memory fra Toshiba Corporation. Bain Capital ejer i dag aktiemajoriteten i virksomheden, mens Toshiba Corporation fortsat har en betydelig ejerandel.